# Eigil Steinmetz
Eigil Steinmetz (født 14. februar 1913 i København, død 22. september 1980) var en dansk journalist og chefredaktør for aviserne Information og Dagens Nyheder.
Eigil Steinmetz, der var søn af en forlagsboghandler, blev student fra Østre Borgerdydskole i 1931 og blev efterfølgende ansat ved forskellige tidsskrifter samt provinsaviser. I 1935 kom han til Nationaltidende, hvor han fra 1938 blev forfremmet til redaktionssekretær. Under besættelsen kom han med i ledelsen af den dengang illegale avis Information, som han efter krigen fortsatte som redaktionssekretær for. I 1946 skiftede han til en stilling som udenrigspolitisk medarbejder ved Dagens Nyheder, hvor han fra 1953 var udenrigspolitisk chefredaktør. Frem mod Dagens Nyheders lukning i 1961 havde han desuden rollen som ansvarshavende chefredaktør.
Han udgav blandt andet bøgerne "De, der skaber Historie" (1938), "De vandt Krigen" (1945), "Den moderne Dagspresse" (1947), "Pressen og Censuren" (1952 og "La Prensa, et Dagblads Kamp og Død" (1953), ligesom han var medredaktør af Vor Tids Leksikon.